# Éric Gorski
Pour les articles homonymes, voir Gorski.
Éric ( Henryk ) Górski, né le 26 juin 1966 est un auteur de bande dessinée, illustrateur, scénariste, d'origines polonaises et allemandes.

## Biographie
Éric Gorski a étudié à l'École supérieure des arts Saint-Luc de Liège. Il publie sa première bande dessinée, un court récit intitulé L'Enfant des sables sur un scénario de Gabrielle Borile dans le no 188 de la revue (À suivre). De 1993 à 1994, il dessine et assure la mise en couleur du diptyque Laterna Magica sur un scénario de Gabrielle Borile pour le premier tome, publiés dans la collection « Indispensable » aux éditions Glénat. Il déclare s'inspirer d'univers comme celui des marionnettes, de la danse, du théâtre et des opéras. Il est passionné par les cinéastes Agnieszka Holland, Krzysztof Kieślowski, Andrzej Wajda, Wojciech Has, Andrzej Munk, le metteur en scène Tadeusz Kantor... En 1995, pour la revue (À suivre), il réalise seul trois courts récits : La Mansarde d'ivoire, Le Sang travesti et Frago. Puis en 1997, il dessine le one shot Le Wagon rouge sur un scénario de Philippe Richelle toujours destiné à cette même revue et publié aux éditions Casterman début 1998. La même année, il commence la série Saga anglaise sur des scénarios du même scénariste chez le même éditeur. Pour la collection « Carrément BD » de Glénat, il crée seul Fenêtre sur dunes (2001) et Témoins muets (2004). Il publie Dans la nuit du champ en 2005. Il collabore à Je bouquine avec l'adaptation en bande dessinée de romans. En outre, il participe à l'album collectif Carrément Bruxelles - Ronduit Brussel publié dans la collection « Carrément 20/20 » aux éditions Glénat en 2005.

## Œuvre

### Albums de bande dessinée

#### Laterna Magica
- 1. Le Garçon immobile[6], Glénat, coll. « Indispensable », Grenoble, janvier 1993
Scénario : Gabrielle Borile - Dessin et couleurs : Éric Gorski -  (ISBN 2-7234-1494-9),Préface Paul Herman.
- 2. La Défense Philidor, Glénat, coll. « Indispensable », Grenoble, juillet 1994
Scénario, dessin et couleurs : Éric Gorski -  (ISBN 2-7234-1696-8)

#### Le Wagon rouge
- Le Wagon rouge (scénario de Philippe Richelle), Casterman, 1998  (ISBN 2-203-38901-X).

#### Saga anglaise
- 1. Le Poids du silence, Casterman, Tournai, novembre 1998
Scénario : Philippe Richelle - Dessin : Éric Gorski - Couleurs : quadrichromie -  (ISBN 2-203-38918-4)
- 2. Le Choix de Julia, Casterman, Tournai, avril 1999
Scénario : Philippe Richelle - Dessin : Éric Gorski - Couleurs : quadrichromie -  (ISBN 2-203-38920-6)

#### One shots
- Fenêtre sur dunes[7], Glénat, coll. « Carrément BD », Grenoble, août 2001
Scénario, dessin et couleurs : Éric Gorski -  (ISBN 2-7234-3210-6)
- Témoins muets, Glénat, coll. « Carrément BD », Grenoble, février 2004
Scénario, dessin et couleurs : Éric Gorski -  (ISBN 2-7234-3741-8)
- Dans la nuit du champ[4], Glénat, coll. « Carrément BD », Grenoble, juin 2005
Scénario, dessin et couleurs : Éric Gorski -  (ISBN 2-7234-4524-0)

### Collectifs
- Carrément Bruxelles - Ronduit Brussel, Glénat, coll. « Carrément 20/20 », Grenoble, septembre 2005
Scénario : collectif - Dessin : collectif dont Éric Gorski - Couleurs : quadrichromie -  (ISBN 2-87176-218-X)

#### Livres
: document utilisé comme source pour la rédaction de cet article.
- Jacques Fiérain, « Gorski, Éric », dans La BD dans les provinces de Liège, Namur et Luxembourg, Charleroi, Éd. l'Âge d'or, 2004, 112 p., ill. ; 31 cm (ISBN 9782960019698, OCLC 470388297, présentation en ligne), p. 46. .
- Henri Filippini, « Gorski Éric », dans Dictionnaire de la bande dessinée, Paris, Bordas, 2005, 912 p., ill. ; 27 cm (ISBN 9782047299708 et 2047299705, OCLC 1009545288, présentation en ligne), p. 777. .

#### Périodiques
- Éric Gorski (interviewé par I. Albasini et Marc Carlot), « Éric Gorski, l'indispensable », Auracan, no 6,‎ juillet-août 1994, p. 4-6.